# پلیموث (ویسکانسین)
پلیموت، ویسکانسین  (به انگلیسی: Plymouth) شهری در شهرستان شیبویگان ایالت ویسکانسین است که در سال ۱۸۷۷ بنیان‌گذاری شده‌است. این شهر طبق سرشماری سال ۲۰۱۰ میلادی ۸٬۴۴۵ نفر جمعیت داشته‌است.